# 어플라이드 머티어리얼즈
어플라이드 머티어리얼즈 주식회사(영어: Applied Materials, Inc.)은 미국 굴지의 반도체 제조 장비 및 서비스, 소프트웨어 전문 대기업이다. 반도체 장비를 취급하는 전 세계의 기업 가운데 매출액 1위, 시가총액 2위의 기업이다. 약칭은 AMAT이다.

## 개요
어플라이드 머티어리얼즈는 다양한 공정에 들어가는 장비를 제조하는 것으로 유명하다. 또한 어플라이드는 개발도상단계의 중화인민공화국에 가장 먼저 진출한 반도체 장비기업으로, 1984년에 첫 지사를 설립하였다.
2013년 어플라이드는 매출액 3위의 일본 도쿄 일렉트론을 흡수합병하기로 하였다. 이 합의는 일본 반도체 대기업 엘피다 메모리가 파산을 신청한 다음 해에 이뤄진 것이다. 그러나 경쟁법 저촉 문제에 대한 해결책이 나오지 않았기 때문에 합병안은 2015년 미국 법무부에 의하여 제지당하였다.

## 같이 보기
- ASML
- 도쿄 일렉트론
- 램 리서치